# Sırrı
Sırrı ist ein türkischer männlicher Vorname arabischer Herkunft. Der Name bezeichnet jemanden, der ein Geheimnis wahren kann.

## Namensträger
- Sırrı Acar (* 1943), türkischer Ringer
- Sırrı Ayhan (* 1961), kurdisch-deutscher Autor und Fotograf
- Sırrı Süreyya Önder (1962–2025), türkischer Regisseur, Schauspieler, Journalist und Parlamentsabgeordneter
- Sırrı Sakık (* 1957), türkischer Politiker